# Delirium (álbum de Lacuna Coil)
Delirium es el octavo álbum de estudio de la banda de gothic metal italiana Lacuna Coil. Fue lanzado por Century Media en el 27 de mayo de 2016. Es el primer álbum en el que no participa Cristiano "Criz" Mozzati y los guitarristas: Cristiano "Pizza quién se retiró de la banda el día de San Valentín, 14 de febrero de 2014, y Marco "Maus" Biazzi, quién dejó la banda justo antes de las sesiones de grabación, haciéndolo el primer álbum desde su debut en presentar otros miembros de banda, y el primer completamente grabado y mezclado en Italia.

## Antecedentes y grabación
Lacuna Coil comenzó a diseñar su octavo álbum de estudio, la continuación de Broken Crown Halo del 2014, durante los shows finales del Tour. El bajista Marco Coti Zelati estuvo ausente por una pequeña parte de la gira debido a una enfermedad, pero recolectó ideas mientras se recuperaba. La banda tomó un breve descanso después de que la gira terminó y visitó el estudio casero de Coti Zelati para revisar lo que habían planeado. Durante una entrevista el 6 de abril de 2016, el vocalista masculino Andrea Ferro dijo, "todo el material que venía de él era en última instancia bastante intenso, un poco más pesado y un poco más oscuro que de costumbre y realmente nos gustó esta nueva dirección que estaba tomando".
Cuando se le pidió que explicara el proceso de grabación durante una entrevista, la vocalista Cristina Scabbia respondió: "El proceso fue prácticamente el mismo, siempre escribimos en el mismo lugar - el sótano de Marco (Coti-Zelati). Nada cambió realmente en el proceso de escritura de canciones, pero obviamente las ideas eran diferentes y la inspiración era diferente, y había un poco de lapso de tiempo entre Delirium y Broken Crown Halo (2014) así que las experiencias de vida fueron diferentes. Pero la composición de las canciones se hizo de la misma manera partiendo de la música y luego contribuyendo las líneas vocales y las letras.
La banda acabó nombrando a Coti Zelati como su productor. Scabbia dijo: "Estoy muy orgullosa de Marco porque fue la primera vez que nos autoproducimos el disco, lo hicimos en Milán con gente que conocíamos y creo que Marco hizo un gran trabajo, escogimos todos los sonidos, las partes que hay que conservar y creo que transmitió perfectamente el espíritu de Delirium, es nuestro disco más pesado y es nuestro disco más intenso - incluso en términos del lado visual del disco, del photo-shoot y del folleto - puede ser el primer álbum conceptual que hemos hecho porque todo está ahí y sabemos perfectamente lo que queremos ". 
El proceso oficial de grabación empezó en diciembre de 2015 y acabó en febrero de 2016 en BRX Estudio en Milán, Italia.
Debido a la repentina renuncia del anterior guitarrista de la banda, Coti-Zelati, grabó la mayor parte del trabajo de guitarra para las pistas. Myles Kennedy de Alter Bridge y Mark Vollelunga de Nothing More estuvieron entre una pequeña minoría de músicos invitados a grabar solos de guitarra en varias pistas.

## Temas
Después de su lanzamiento de 2014, Broken Crown Halo, que fue descrito por la banda como "un álbum cinematográfico, acerca de una visión oscura de un futuro cercano", Delirium adopta un tema conceptual de locura que ocurre dentro de un asilo. La banda ha descrito el álbum como "temores que debemos enfrentar en la vida cotidiana mediante la exploración de lo desconocido, y un día, esperamos encontrar la cura".
El vocalista Andrea Ferro dijo: "Básicamente, una vez que encontramos la palabra, pensamos en conectar el concepto del disco, el concepto de la enfermedad mental con el tema más pequeño de la locura cotidiana - la locura que experimenta uno personalmente, todos los días en la vida real. Nosotros pasamos por alguna depresión, algunas otras personas tuvieron algún problema que tuvieron que experimentar un momento diferente en su vida. Y jugamos con los síntomas e hicimos un poco de investigación sobre las características de cada enfermedad mental y luego lo arrastrámos a esto concepto, que se imagina al de un sanatorio, Lacuna Coil sanatorio, como el disco, básicamente, y cada canción es como una habitación del sanatorio donde un paciente se enfrenta a un tipo diferente de enfermedad ".
Durante un pódcast con la vocalista Cristina Scabbia, fue interrogada sobre el concepto del álbum y respondió ; "Simplemente nos dimos cuenta de que era un concepto en el que básicamente vivíamos." También detalló elusiblemente un incidente personal que involucró una enfermedad mental que ocurrió dentro de su familia y que por lo tanto inició visitas a instalaciones de salud mental de hoy en día y declaró que estaba "muy, muy cerca de este asunto".
Durante una entrevista con Metal Hammer, Scabbia la describió como una "historia de un verdadero sanatorio en los Estados Unidos, que se dice que está embrujada". Ferro añadido; "Fue una manera de dar la bienvenida a la gente musicalmente, describe esta situación en la que estás encerrado en tu cama y no sabes lo que está pasando, así que fue la canción perfecta para presentar el lugar, que es el álbum".
La canción "You Love Me 'Cause I Hate You", fue inspirada por el Síndrome de Estocolmo

## Promoción
El 8 de diciembre de 2015, la banda anunció que las sesiones de grabación habían tenido lugar, y el nuevo álbum se titularía Delirium. Luego, el 10 de marzo de 2016, se reveló la portada del álbum y la lista de canciones.
El 8 de abril de 2016, la banda anunció oficialmente que regresaría a América del Norte para la gira "Delirium Worldwide" para promocionar el álbum. La primera etapa de la gira contaría con el apoyo directo de Butcher Babies. 9Electric, y painted Wives apoyaría también. El mismo día, el sencillo principal "The House of Shame" fue lanzado a través de Revolver Magazine.
El segundo tramo de los detalles de la gira "Delirium Worldwide" fueron anunciados el 20 de abril de 2016. Se agregaron tres fechas donde Lacuna Coil apoyaría directamente a Halestorm. A partir del 31 de mayo de 2016, la banda de metal surgida en California Stitched Up Heart reemplazaría a Butcher Babies como principal soporte.
El título de la canción y el segundo sencillo, "Delirium", se ofreció para streaming gratuito a través de Loudwire el 22 de abril de 2016. El 6 de mayo de 2016, Lacuna Coil estrenó oficialmente un tercer single titulado "Ghost in the Mist". Cualquier persona que pre-ordenó una copia digital de iTunes Store o Amazon Music fue inmediatamente capaz de descargar "Ghost in the Mist", "Delirium" y "The House of Shame".
El 30 de mayo de 2016, la banda comenzó un pequeño marketing viral basado en "la búsqueda del tesoro" a través de Facebook. Los miembros de la banda, incluyendo Scabbia y Coti-Zelati visitaron varias ubicaciones de Best Buy en Estados Unidos para ocultar púas de guitarra autografiadas dentro de las tiendas. Coti-Zelati perforó el embalaje exterior de al menos una copia del álbum para que la púa estuviera dentro. Scabbia publicó una serie de videos en su página personal de Facebook para dar a los fanes pistas sobre en cuales tiendas estarían ocultas. Ella dijo en uno de sus videos, "No se supone que debemos hacer eso, pero por favor ámanos, Best Buy. Amamos a nuestros fanes".
En el 1 de junio de 2016, Lacuna Coil anunció oficialmente un tour europeo para octubre del 2016
En el 21 de julio de 2016, un vídeo musical para la canción "Delirium" fue lanzado en Vevo.

## Recepción
Delirium recibió reconocimiento de la crítica. Axl Rosenberg, uno de los fundadores de MetalSucks, dijo: "Si los fanes se erizan por algún aspecto de Delirium, sería por la relativa escasez de un más animado sonido Karmacode. Pero la mayoría debería tener dificultades para quejarse por un sonido wall-to-wall como "Heaven's a Lie's. Y no es como si el álbum estuviera buscando una ira enérgica: no recuerdo que Ferro haya usado tanto screaming en el pasado ". También agregó que el álbum "es adictivo y consumirá temporalmente su horario de escucha.¿Tal vez Lacuna Coil debería pasar por cambios masivos de alineación con más frecuencia? 
Después de que Delirium fuera lanzado oficialmente el 27 de mayo de 2016, el álbum alcanzó casi inmediatamente su punto máximo en las listas de iTunes en Estados Unidos como No. 1 bajo su categoría de Metal, No. 2 bajo su categoría de Rock y No. 10 en general.

## Lista de canciones
| Delirium – Standard version |                                 |          |  |
| N.º                         | Título                          | Duración |  |
| 1.                          | «The House of Shame»            | 5:17     |  |
| 2.                          | «Broken Things»                 | 3:59     |  |
| 3.                          | «Delirium»                      | 3:16     |  |
| 4.                          | «Blood, Tears, Dust»            | 3:55     |  |
| 5.                          | «Downfall»                      | 4:21     |  |
| 6.                          | «Take Me Home»                  | 3:45     |  |
| 7.                          | «You Love Me 'Cause I Hate You» | 3:49     |  |
| 8.                          | «Ghost in the Mist»             | 4:14     |  |
| 9.                          | «My Demons»                     | 3:56     |  |
| 10.                         | «Claustrophobia»                | 4:08     |  |
| 11.                         | «Ultima Ratio»                  | 4:08     |  |

| Deluxe Digipack edition bonus tracks |                                |          |  |
| N.º                                  | Título                         | Duración |  |
| 12.                                  | «Live to Tell (Madonna cover)» | 5:29     |  |
| 13.                                  | «Breakdown»                    | 3:17     |  |
| 14.                                  | «Bleed the Pain»               | 3:47     |  |

## Personal
- Cristina Scabbia – vocales
- Andrea Ferro – vocales
- Marco Coti Zelati – bajos, guitarras, teclados, synth
- Ryan Blake Folden – tambores, percusión
- Diego Cavallotti – guitarras adicionales
- Marco Barusso – solo de guitarra en "The House of Shame"
- Myles Kennedy – solo de guitarra en "Downfall"
- Alessandro La Porta – solo de guitarra en "Claustrofobia"
- Mark Vollelunga – solo de guitarra y guitarras adicionales en "Blood, Tears, Dust"

Personal técnico
- Marco Coti Zelati – producción, obra de arte
- Marco Barusso – ingeniería, mezclando
- Dario Valentini – ingeniería
- Marco D'Agostino – mastering
- Alessandro 'T1' Olgiati – fotografía

## Posicionamiento
| Listas (2016)                         | Posición |
| ------------------------------------- | -------- |
| Australia (ARIA)                      | 19       |
| Austria (Ö3 Austria)                  | 40       |
| Bélgica (Ultratop flamenca)           | 29       |
| Bélgica (Ultratop valona)             | 49       |
| Países Bajos (Album Top 100)          | 94       |
| Francia (SNEP)                        | 85       |
| Italia (FIMI)                         | 11       |
| Italian Vinyl Records (FIMI)          | 1        |
| Japón (Oricon)                        | 143      |
| Suiza (Schweizer Hitparade)           | 30       |
| Reino Unido (UK Albums Chart)         | 42       |
| Estados Unidos (Billboard 200)        | 33       |
| Estados Unidos (Top Hard Rock Albums) | 2        |
| Estados Unidos (Top Rock Albums)      | 4        |